# Psiček Pafi
Psiček Pafi je naslovni junak knjige Težave in sporočila psička Pafija, avtorice Polonce Kovač (ilustriral: Marjan Manček).

## Živalska zgodba
Težave in sporočila Psička Pafija je nastala v obdobju sodobne mladinske književnosti. Glavna tema napisanega književnega besedila je toleranca.

## Vsebina
Lastnica psička Pafija zboli, zato ga k sebi sprejme kmet, ki lastnici prinaša drva. Na kmetiji spozna živali, kot so mačka Margareta, vol, krava Kunigunda, kozel, teliček Icek in pujs Štefan. Spozna tudi veveričjo šolo. Pri vsakem spozna nekaj, kar je pomembno v življenju za dobre odnose z drugimi. Tako v zadnjem poglavju postane socializiran in toleranten do drugih živali. Na koncu ubrani kmetijo pred dvema nepridipravoma, ki hočeta ukrasti dva telička.

## Interpretacija literarnega lika
Psiček Pafi je personificiran pasji lik. Ima človeške lastnosti: govori, je sprva len, nato zvedav in se socializira. Sprva je razvajen, občutljiv in zelo svojeglav in hitro zahaja v spore. Ker je še mlad, se lahko z zgledom veliko nauči, zato mu menjava okolja zelo koristi. Ves čas spoznava različne lastnosti drugih in se pogovarja z njimi ter se iz lastnih izkušenj uči. Spozna, da je pogovor s tolerantno osebo (Pujsom Štefanom) prijeten, zato se tudi sam nauči biti toleranten do drugih, četudi mu niso vsi všeč (mačka Margareta).